# Salsa còctel

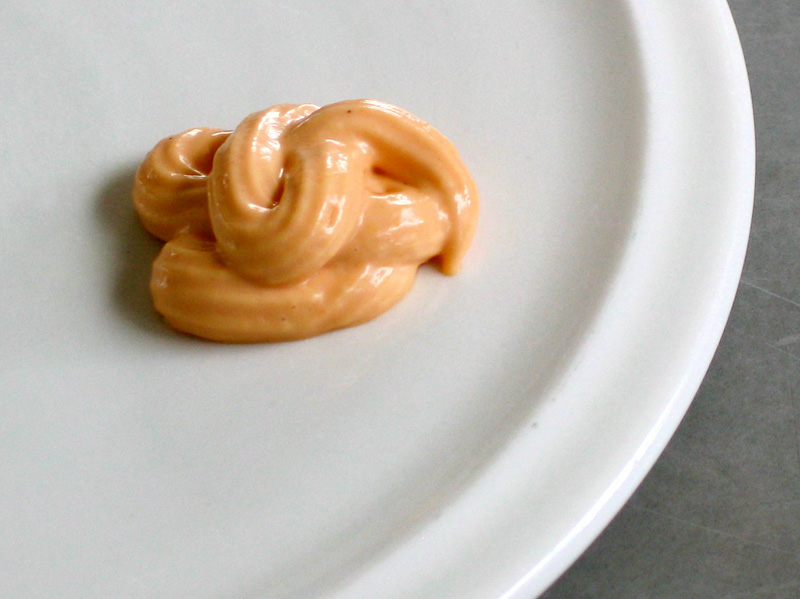
Salsa còctel en un plat.

La salsa còctel és una salsa a base de maionesa, quètxup i mostassa, amb alguns altres ingredients menors.

## Preparació
Normalment la salsa còctel es prepara barrejant una base de maionesa amb una cullerada de quètxup, una de mostassa blanca i una cullerada de conyac o whisky. També es poden afegir altres ingredients segons el gust, com unes gotes de salsa Tabasco per a fer-la un xic picant.
La salsa còctel és una salsa molt fàcil de preparar que es pot tenir feta si es fa amb les maioneses comercials, ja preparades, com a base. Serveix per a companyar amanides, entremesos, marisc i verdures bullides, així com plats d'estiu lleugers i refrescants, com el còctel de gambes.
Antigament en França la salsa còctel es feia amb salsa de tomàquet en lloc del quetxup, car aquest només va ser introduït en la dieta de l'Europa del sud vers el darrer quart del segle xx.

## Variants
La salsa còctel és una versió de la salsa rosa, salsa similar però més senzilla. És molt popular en Islàndia.